# Xanthorhoe nubilosa
Xanthorhoe nubilosa là một loài bướm đêm trong họ Geometridae.